# Ny Vesthavn
 Ny Vesthavn  er en containerhavn og krydstogthavn som ligger vest for Asnæsværket i Kalundborg.
Havnen har et areal på 330.000 m² og er etableret på 200.000 m² eksisterende land og 130.000 m² inddæmmet havområde.
Der er etableret en 500 meter lang kaj, med en vanddybde på 15 meter. Dermed kan Kalundborg Havn som den eneste havn på Sjælland, tilbyde en vanddybde på 15 meter. Havnen ligger ved T-ruten, der er en dybvandsruten, der forbinder Østersøen og Nordsøen
Den nye havn åbnede den 22. april 2019.